# Бата Живојиновић
Велимир Бата Живојиновић (Јагодина, 5. јун 1933 — Београд, 22. мај 2016) био је српски и југословенски глумац. Живојиновић је био најпознатији по улогама у партизанским филмовима. Један је од најпознатијих глумаца са простора старе Југославије, и својим бројним и упечатљивим улогама стекао је култни статус у сфери домаћег глумишта.
На филмском платну је дебитовао 1955. године у филму Песма са Кумбаре. Глумио је у око 350 филмова, међу којима је и 17 вестерна снимљених у Немачкој за које се готово и не зна. Снимао је филмове у којима је играо главне улоге на просторима свих бивших југословенских република. Један је од родоначелника тзв. црног таласа у југословенском филму, насталог почетком шездесетих, у којима је континуирано наступао све до касних седамдесетих година 20. века. Паралелно с њима, играо је и у тзв. партизанским филмовима у којима се прославио такође током ’60-их и ’70-их, а један од њих — Валтер брани Сарајево — донео му је велику популарност у Кини.
Осим глуме, упоредно се бавио и политиком. Од почетка деведесетих година 20. века био је посланик Социјалистичке партије Србије у неколико мандата, а 2002. године био је кандидат СПС-а на неуспелим председничким изборима у Србији. Сматра се југословенским и српским глумцем са највише улога.

## Биографија

### Детињство и младост
Живојиновић је рано детињство провео у родном селу својих родитеља — Кораћици, подно планине Космај — као треће и најмлађе дете у скромној службеничкој породици. Отац Драгољуб „Баја” радио је као судски извршитељ у Општинском суду у Младеновцу, а мајка Тиосава „Тинка” била је домаћица која се касније запослила у ковници новца у Београду. Две старије сестре, Надежда „Нада” и Станка „Цале”, давале су му константну и безрезервну подршку од најранијих дана. Још док је био беба, сестра „Цале” га је прозвала „Бата” и тако је за цео живот понео надимак по коме ће бити познатији него по правом имену. Први разред основне школе је завршио у Кораћици, у основној школи која се налазила тик уз његову родну кућу. Затим је школовање наставио у Београду, где су му родитељи добили службу и настанио се на Врачару — у Милешевској улици у доњем делу Црвеног крста, недалеко од Каленић пијаце — где ће провести највећи део свог живота. Рано детињство прекинуто Другим светским ратом обележила су велика разарања и немаштина.

### Глумачки почеци
Свој таленат за глуму открио је са 15 година, захваљујући редитељки Соји Јовановић која га је позвала да се придружи Академском позоришту у Београду, где је повремено радио као сценски радник а понекад и као статиста. До тада потпуно непознат уметнички свет потпуно га је очарао и заробио. Управо тада је схватио да је глума позив којим ће се бавити целог живота. Уместо класичне гимназије, похађао је наизменично средње глумачке школе у Нишу и Новом Саду. На четвртој, последњој години средње глумачке школе у Новом Саду, покушао је да се упише на Позоришну академију у Београду, али је био одбијен, баш као и следеће године након завршетка средње школе. Тих годину дана се бавио најразличитијим пословима како би преживео. Радио је као милиционер, молер, столар и као извршитељ у општини Врачар. Касније, као већ потпуно остварен глумац, неколико пута је у интервјуима потврдио да су му то све била драгоцена искуства која је здушно користио у тумачењу улога. Иако је у то време добио понуду за стални ангажман од Црногорског народног позоришта у Титограду, уз мајчину подршку и на њено инсистирање одлучио је да поново конкурише на београдској Позоришној академији. Коначно је примљен из трећег покушаја, 1954. године када започиње једна од највећих и најузбудљивијих глумачких каријера на овим просторима. У Београдском драмском позоришту, које се тада звало „Савремено позориште”, играо је више година; у том периоду је имао по 300 ангажмана годишње. По сопственом признању, у окружењу изузетне генерације глумаца која је тада наступала (Љуба Тадић, Раде Марковић, Оливера Марковић, Михајло Мика Викторовић, Ђуза Стојиљковић и др.) није имао много шансе да се истакне у матичном позоришту.

### Филмска каријера
Бата Живојиновић је више волео позориште од филма, иако је у њему играо само неколико година. Његов филмски деби из 1955. године у филму Песма са Кумбаре редитеља Радоша Новаковића био је почетак изузетно плодне каријере.
Живојиновић је, без сумње, одиграо више филмских улога од било ког глумца у историји југословенске кинематографије. Континуирану филмску каријеру, због које напушта позориште, започео је епизодама у Влаку без возног реда из 1959. године и Рату из 1960. године. Оба наведена остварења је режирао Вељко Булајић, у чијим ће скоро свим каснијим филмовима Бата Живојиновић играти главне улоге.
Оженио се 1960. године својом великом љубављу, двадесетогодишњом Јулијаном—Лулом, с којом ће добити двоје деце: сина Миљка 1961. године и ћерку Јелену 1964. године. Венчани кум им је био Батин колега из Савременог позоришта на Црвеном крсту, глумац Миодраг Поповић Деба. По сопственом признању, супруга Лула с којом је провео 55 година у складном браку представљала му је највећи ослонац током плодне и напорне дугогодишње каријере, праћене честим и дугим одсуствима од куће.
Улоге Бате Живојиновића нису биле само велике, већ и разноврсне. Глумио је и хероје и зликовце и лако је прелазио из улоге главног у улогу споредног лика. Током ’60-их се филмовима попут Козаре (1962), Три (1965), Операције Београд (1968) и Битке на Неретви (1969) устоличио као једна од највећих звезда кинематографије бивше Југославије, али је зенит његове популарности дошао током ’70-их филмовима са тематиком Другог светског рата. Један од најпознатијих његових филмова из овог периода је Валтер брани Сарајево из 1972. године, који је постигао велики успех у Кини где је Живојиновић био веома популаран. Током ’80-их, Живојиновић је пародирао на своју слику акционог хероја улогама у низу лаких комедија.
Током периода владавине Јосипа Броза Тита снимио је велики број партизанских филмова, и био је — како је сам истицао у медијима — добар пријатељ са доживотним председником СФР Југославије Јосипом Брозом Титом. Живојиновић је био активан члан владајуће политичке странке Савеза комуниста Југославије у СФР Југославији. Године 1990. изабран је за народног посланика у Народној скупштини Републике Србије. Од 1991. је био активан на политичкој сцени као члан Социјалистичке партије Србије. У септембру 2002. је био кандидат Социјалистичке партије Србије на неуспелим изборима за председника Србије.
Живојиновић је био иницијатор, оснивач и први председник Удружења филмских глумаца Србије, а такође је својевремено био и директор филмског програма Слободарских свечаности у Сопоту.

### Последње године
Бата Живојиновић је познат по свом блиском пријатељству са хрватским глумцем Борисом Дворником. Живојиновић и Дворник су се 1991. одрекли један другог у низу отворених писама, у гесту који је био виђен као симболика распада СФРЈ. Године 2004. је јављено да су њих двојица покушала да се помире. Помирили су се 2006. путем видео-линка између Сплита и Београда. Живојиновић је изјавио да „последњих година није било мржње између њих”, а Дворник се надовезао да је све био „само неспоразум”.
Живојиновић је 17. октобра 2006. године преживео срчани удар. Три године касније је имао гангрену коју је санирао на Куби, да би му се опет повратила повредом ноге на снимању свог последњег филма (Лед) 2011. године. После можданог удара претрпљеног 4. јула 2012. године, опорављао се у Селтерс Бањи код Младеновца.
Преминуо је 22. маја 2016. године, у 83. години живота у болници Свети Сава у Београду. Узрок смрти је био скуп више болести, укључујући гангрену, срчану слабост, дијабетес, анемију, бубрежну инсуфицијенцију, зачепљење готово свих крвних судова итд. Сахрањен је 26. маја 2016. године, у Алеји заслужних грађана на Новом гробљу у Београду. У априлу 2024. његови посмртни остаци су измештени са Новог гробља, а сахрањен је у породичној гробници у Кораћици.

## Политички ангажман
Од 1990. године, Живојиновић је био активан у Социјалистичкој партији Србије (СПС).
Биран је за народног посланика у укупно пет сазива Народне скупштине Републике Србије. Од првог скупштинског сазива из 1991. године, формираног након првих вишепартијских избора одржаних децембра 1990. године, биран је још четири пута, и то након републичких скупштинских избора (1992, 1993, 1997, 2000); имао је непрекидан мандат од укупно дванаест година, све до избора одржаних децембра 2003. године када се повукао из политике.
Године 1991. истакао се разумним и компромисним ставом приликом студентских протеста. Био је председник Комисије за представке и жалбе Народне скупштине, непрекидно у временском периоду од 1992. године до 2000. године.
Као представник СПС-а, на првим неуспелим изборима одржаним 2002. године био је кандидат за председника Србије и освојио је око 120.000 гласова.
Иако је био на изборној листи своје партије, након Ванредних избора за народне посланике Републике Србије 2003. — потпуно се повукао из политике.

## Награде
- Сребрну арену на Фестивалу југословенског играног филма у Пули, добио је 1963. године за филмове Козара и Др.
- Три пута је добијао Златну арену за најбољу мушку улогу на Фестивалу југословенског играног филма у Пули, и то за филмове: Три 1965. године, Скупљачи перја, Бреза и Празник 1967. године и Мајстор и Маргарита и Трагови црне девојке 1972. године.
- Октобарску награду града Београда је примио 1972. године за филмове Мајстор и Маргарита и Трагови црне девојке и телевизијску серију Грађани села Луга.
- Награду за животно дело Targa d'oro alla carriera добио је на Међународном филмском фестивалу неореалистичког филма  у Авелину у Италији 1974. године.
- За улогу Арсена у филму Трен је добио награду Золотой приз (Grand prix фестивала) за најбољу мушку улогу на Међународном филмском фестивалу у Москви (XI Московский международный кинофестиваль) 1979. године.
- Седмојулску награду СР Србије добио је 1981. године.
- Четири пута је добијао награду Grand prix на Филмском фестивалу у Нишу, од тога три пута награда је додељена под именом „Ћеле кула”, за следеће филмове: Трагови црне девојке, И бог створи кафанску певачицу и Мајстор и Маргарита (1972); Трен, Није него и Стићи пре свитања (1978); Још овај пут, Игмански марш, Хало такси, Балкан експрес и Мој тата на одређено време (1983); а једном је награда додељена под именом „Наиса” (он је први добитник Grand prix награде под овим именом), за филм Птице које не полете (1997).
- Два пута је добијао награду Цар Константин на Филмском фестивалу у Нишу и то за филмове: Доручак са ђаволом (1971) и Сутјеска (1973).
- Два пута је добијао награду Глумачки пар године ОНА И ОН (статуета „ОН”), у избору читалаца листа ТВ Новости, која се додељује на Филмском фестивалу у Нишу и то: 1972. године у пару са Живком Матић за улогу Булиџе у ТВ серији Грађани села Луга и 1994. године у пару са Радмилом Савићевић за улогу Аранђела Голубовића у ТВ серији Срећни људи.[18]
- Године 1993. награђен је на Филмском фестивалу у Нишу наградом за животно дело „Славица” (био је њен последњи добитник, пошто је од наредне 1994. године ова награда преименована у Награду Павле Вуисић).
- На 14. међународном телевизијском фестивалу Златна шкриња у Пловдиву (Бугарска) добио је 1989. године награду за најбољу мушку улогу тумачењем лика Вукадина Ковиљца у телевизијском филму Свечана обавеза.
- Културно-просветна заједница Србије доделила му је 1994. године признање ”Златна значка”, ”за несебичан, предан и дуготрајан рад и стваралачки допринос у ширењу културе”.
- Награду Кристално звоно добио је „за остварен највиши уметнички домет” 1999. године, на међународном глумачком фестивалу Стожари (Плејаде, звездано јато) у Кијеву (Украјина), „као изузетан мајстор европске кинематографије”.
- Међународни филмски фестивал свесловенског и православног филма Златни витез који се одржава у руском граду Калуга доделио му је 2000. године награду за животно дело — Златну медаљу за посебан допринос филму (награда носи име Сергеја Бондарчука). Награду му је уручио лично директор фестивала, познати руски глумац, Николај Бурљајев, поводом прославе јубилеја 45 године рада Велимира Бате Живојиновића, у биоскопској дворани Југословенске кинотеке у Београду.
- На 40. Филмским сусретима у Нишу 2005. године добио је почасну Награду Цар Константин поводом обележавања 50 година рада на филму.[19]
- Културно-просветна заједница Београда доделила му је 2005. године Награду Златни беочуг за животно дело „због трајног доприноса култури Београда”.
- На интернационалном филмском фестивалу „Палић” у Суботици добио је 2006. године, заједно са грчким редитељем Теом Ангелопулосом, Награду Александар Лифка за свој укупан допринос европској кинематографији.
- Фонд Радоје Домановић доделио му је 2010. године Награду Радоје Домановић за „медијско достигнуће у области сатире”, која му је уручена у Београду у просторијама Министарства за дијаспору.
- Југословенска кинотека му је 2010. године доделила Награду Златни печат за изузетан допринос развоју филмске уметности.
- Награда за животно дело Ибис додељена му је 2011. године, на Интернационалном фестивалу филма Синема сити у Новом Саду приликом свечаног отварања фестивала.
- Награда Браћа Карић од стране породице Карић и Карић Фондације, додељена му је 2011. године за област културе и уметности. Ова награда је „успостављена као плод вере у неисцрпну памет и вредност, пре свега сопственог народа” којом се вреднују највиша достигнућа стваралаштва у областима културе и уметности, научног и истраживачког рада, новинарства, публицистике и издаваштва, економије и привреде, те хуманитарних активности које јачају мир, сарадњу и пријатељство међу народима.
- На 48. Филмским сусретима у Нишу 2013. године Савет фестивала га је наградио специјалном наградом (ручно израђен шах цара Константина са ликовима из битке код Милвијског моста), за изузетан допринос српској и југословенској кинематографији.[20]
- На 3. Федису (Фестивал домаћих играних серија), 2013. године је добио Награду Златна антена, за целокупни допринос телевизијској продукцији.[21]
- Године 2013, добио је Награду за животно дело Кристална призма, коју додељује Академија филмске уметности и науке Србије (АФУН).
- Поводом државног празника, 15. фебруара 2015. године председник Републике Србије Томислав Николић одликовао га је Златном медаљом за заслуге, за изузетне заслуге и постигнуте резултате у културним делатностима.
- Специјално признање за допринос афирмацији српског филма осмог Лесковачког интернационалног фестивала филмске режије (ЛИФФЕ) 2015. године.[22]
- Приликом отварања 44. Међународног филмског фестивала ФЕСТ у Београду 26. марта 2016. године, додељено му је посебно признање — Награда Београдски победник, за изузетан допринос филмској уметности. Поред Велимира Бате Живојиновића, том приликом ова награда је додељена и америчком редитељу Џон Мектирнану и шпанској глумици Викторији Абрил.[4][5][7][23]
- По њему су назване награде публике за најбољег глумца и најбољу глумицу фестивала СОФЕСТ који се одржава у Сопоту[24]

## Занимљивости
- Рангиран је као 6. најбољи српски глумац по избору дневног листа Вечерње новости, 2000. године.
- Глумио је у 35 партизанских филмова.
- Поред матерњег српског језика, глумио је и на хрватском, македонском, словеначком, ромском, албанском, немачком, енглеском, француском, италијанском и руском језику.
- Седам филмова у којима је глумио нашло се у званичној конкуренцији Канског филмског фестивала: Влак без возног реда (1959), Поглед у зјеницу сунца (1966), Скупљачи перја (1967), Биће скоро пропаст света (1969), Сељачка буна 1573. (1976), Групни портрет с дамом (1977) и Посебан третман (1980).
- Четрнаест филмова у којима је глумио били си кандидати за Оскара и то: ”Три” (редитељ Александар Саша Петровић - 1966), ”Скупљачи перја” (р. Александар Саша Петровић - 1967), ”Битка на Неретви” (р. Вељко Булајић - 1969), ”Мајстор и Маргарита” (р. Александар Саша Петровић - 1972), ”Сутјеска” (р. Стипе Делић - 1973), ”Дервиш и смрт” (р. Здравко Велимировић - 1974), ”Посебан третман” (р. Горан Паскаљевић - 1980), ”Високи напон” (р. Вељко Булајић - 1983), ”Крај рата” (р. Драган Кресоја - 1984), ”Оригинал фалсификата” (р. Драган Кресоја - 1991), ”Лепа села лепо горе” (р. Срђан Драгојевић - 1996), ”Буре барута” (р. Горан Паскаљевић - 1998), ”Бело одело” (р. Лазар Ристовски - 1999) и ”Рат уживо” (р. Дарко Бајић - 2000).
- Године 1981. био је члан жирија на 12. Међународном филмском фестивалу у Москви, Русија (Московский международный кинофестиваль).[25]
- Четири године заредом су три филма у којима је имао главне улоге била номинована за Оскара за најбољи филм на страном језику: Три (1966), Скупљачи перја (1967) и Битка на Неретви (1969).
- У свом уметничком опусу забележио је око 350 филмских и више од 70 телевизијских остварења (више од 400).
- Један је од глумачки најобразованијих глумаца са простора бивше Југославије. Већ као петнаестогодишњи дечак определио се за глумачки позив, те се уписао у средњу глумачку школу у Нишу, у којој је завршио прву и трећу годину, док је другу и четврту годину завршио у средњој глумачкој школи у Новом Саду. Након тога је студирао глуму на Позоришној академији у Београду, у класи коју је водио чувени театролог, драмски писац и редитељ, професор Јован Кулунџић. Дипломирао је са највишом оценом („десетком”) у позоришној представи Сумњиво лице Бранислава Нушића, одиграној на великој сцени Народног позоришта у Београду, заједно са колегама с класе: Бранимиром Тори Јанковићем, Николом Симићем, Ацом Алексовим, Ружицом Сокић, Љиљаном Марковић, Радмилом Радовановић Андрић и Радом Ђуричин.
- Надимак „Бата”, који ће га прославити током целе каријере, добио је у периоду похађања средње глумачке школе у Нишу, где је директор школе био његов имењак — чувени песник Велимир Живојиновић Масука. С обзиром на то да су им се због истог имена и презимена често мешале поштанске пошиљке и преписке, директор Масука га је позвао једног дана у своју канцеларију и рекао: „Мали, од данас ће на твојим писмима уз име и презиме стајати надимак ’Бата’, а на мојим ’Масука’.” Тако ће за цео живот понети надимак по коме ће бити познатији него по правом имену.[4][5][7]
- О њему је 2017. године објављена књига Велимир Бата Живојиновић: Валтер пре Валтера  232622092.[26]
- На дан његовог рођендана, 5. јуна 2017. године, постављена је спомен-плоча на кући у којој је одрастао у Београду (улица Милешевска број 27).[27]
- Одлуком скупштине града Београда од 25. јуна 2019 године, поводом обележавања три године од смрти славног глумца, некадашња Бојанска улица на Црвеном крсту, општина Врачар, понела је име - улица Велимира Бате Живојиновића. У образложењу одлуке, поред осталог се наводи: ”Својим уметничким и културним доприносом, Велимир Бата Живојиновић је обележио једну златну еру српске, европске и светске кинематографије. Човек са емоцијом и карактером, који је дао немерљив допринос култури у Србији, региону и шире.”  Интересантно је да је баш у овој улици у броју 17, рођена Батина супруга Лула, са којом су се након ове одлуке њена деца нашалила рекавши: ”Да ли на овом свету постоји још једна жена која може да каже да је рођена у улици свог мужа?”
- Његов легат постоји у Југословенској кинотеци. Отворен је 28. фебруара 2023.[28][29][30]
- Пошта Србија је крајем 2023. издала поштанску марку са ликом Бате Живојиновића.[31]

## Филмографија
У каријери је играо више од 400 филмских и телевизијских улога, од којих су многе антологијске. У монографији бележи 333 филма, те 17 вестерна за које сам каже да су снимљени у Немачкој и да се за њих готово и не зна. Ово га веома вероватно чини југословенским и српским глумцем са досада највише одиграних улога у целокупној глумачкој каријери.
| Год.       | Назив                                                                        | Улога                                          |
| ---------- | ---------------------------------------------------------------------------- | ---------------------------------------------- |
| 1950-е     |                                                                              |                                                |
| 1955.      | Песма са Кумбаре                                                             | Веља из Белог Потока                           |
| ‍           | Последњи колосек                                                             | шофер                                          |
| 1956.      | Ципелице на асфалту                                                          | младић                                         |
| ‍           | Клисура                                                                      | Ајкин брат                                     |
| 1957.      | Мали човек                                                                   | младић на забави                               |
| ‍           | Суботом увече                                                                | навијач                                        |
| 1958.      | Рафал у небо                                                                 | четник                                         |
| ‍           | Те ноћи                                                                      | Јова                                           |
| ‍           | Дубровски                                                                    | руски војник                                   |
| 1959.      | Влак без возног реда                                                         | Дује Брикета                                   |
| ‍           | Ветар је стао пред зору                                                      | Полицијски агент                               |
| 1960-е     |                                                                              |                                                |
| ‍           | Дилижанса снова                                                              | вереник Васа                                   |
| 1960.      | Рат                                                                          | официр инвазионе војске                        |
| ‍           | Сигнали над градом                                                           | партизан Тоша                                  |
| 1961.      | Песма                                                                        | Ђорђе                                          |
| ‍           | Узаврели град                                                                | Монтер Лука                                    |
| ‍           | Крст Ракоц                                                                   | Бели                                           |
| 1962.      | Др                                                                           | др Милорад Цвијовић                            |
| ‍           | Козара                                                                       | Шорга                                          |
| ‍           | Земљаци                                                                      | Јоле                                           |
| ‍           | Мушкарци                                                                     | Лале                                           |
| 1963.      | Двоструки обруч                                                              | Павле                                          |
| ‍           | Невесињска пушка                                                             | поручник Костић                                |
| ‍           | Радопоље                                                                     | Божина                                         |
| ‍           | Човек из храстове шуме                                                       | професор                                       |
| 1964.      | Народни посланик                                                             | адвокат Јанковић                               |
| ‍           | Добра коб                                                                    | Марко                                          |
| ‍           | Пут око света                                                                | Сава Цветковић                                 |
| ‍           | Три                                                                          | Милош Бојанић                                  |
| 1965.      | Непријатељ                                                                   | Слободан Антић                                 |
| ‍           | Лажљивица                                                                    | Бонвиван                                       |
| ‍           | Лавиринт смрти                                                               | Џим Потер                                      |
| ‍           | Анабелин сан (краткометражни филм)                                           | сељак                                          |
| ‍           | Поглед у зјеницу сунца                                                       | морнар                                         |
| 1966.      | Пре рата                                                                     | адвокат Новаковић                              |
| ‍           | Сан                                                                          | тенкиста Лазар                                 |
| ‍           | Повратак                                                                     | „Ал Капоне”                                    |
| ‍           | Глинени голуб                                                                | илегалац Коста                                 |
| ‍           | Нож                                                                          | иследник Марко                                 |
| ‍           | Пошаљи човека у пола два                                                     | гангстер Ђино                                  |
| 1967.      | Празник                                                                      | Недићев мајор                                  |
| ‍           | Диверзанти                                                                   | Корчагин                                       |
| ‍           | Скупљачи перја                                                               | Мирта Класер                                   |
| ‍           | Бреза                                                                        | Марко Лабудан                                  |
| ‍           | Операција Београд                                                            | пуковник Вили Фукс                             |
| ‍           | Вишња на Ташмајдану                                                          | професор                                       |
| ‍           | Има љубави, нема љубави                                                      | директор                                       |
| 1968.      | Узрок смрти не помињати                                                      | Митар Велимировић                              |
| ‍           | Бекства                                                                      | Витор                                          |
| ‍           | Биће скоро пропаст света                                                     | камуфлирани инспектор                          |
| ‍           | Брат доктора Хомера                                                          | Симон Петровић                                 |
| ‍           | Крвава бајка                                                                 | Марисав Петровић                               |
| ‍           | Осека                                                                        | кум                                            |
| 1969.      | Мост                                                                         | мајор Тигар                                    |
| ‍           | Битка на Неретви                                                             | командант Столе                                |
| ‍           | Битка на Неретви (мини ТВ серија)                                            | командант Столе                                |
| 1970-е     |                                                                              |                                                |
| 1970.      | Жарки                                                                        | илегалац                                       |
| ‍           | Опклада                                                                      | Сава                                           |
| 1971.      | Моја луда глава                                                              | инспектор Андреја „Бата”                       |
| ‍           | Доручак са ђаволом                                                           | Богољуб „Бата” Радулашки                       |
| ‍           | Лажна мера                                                                   | руски крчмар Лајбуш Јадловкер                  |
| ‍           | Звезде су очи ратника                                                        | учитељ Младен                                  |
| ‍           | Грађани села Луга (ТВ серија)                                                | Булиџа                                         |
| 1972.      | И Бог створи кафанску певачицу                                               | Ратомир Јованић „Ратко”                        |
| ‍           | Трагови црне девојке                                                         | шинтер Радован                                 |
| ‍           | Мајстор и Маргарита                                                          | сатанин слуга Коровјев                         |
| ‍           | Валтер брани Сарајево                                                        | Валтер                                         |
| ‍           | Хотел за птице (ТВ филм)                                                     | Бата Живојиновић                               |
| ‍           | Слуга (ТВ филм)                                                              | слуга                                          |
| ‍           | Каменолом (ТВ филм)                                                          | Жарко Терзић                                   |
| ‍           | Уклети смо, Ирина                                                            | Татко Витан                                    |
| 1973.      | Бомбаши                                                                      | Ђоко                                           |
| ‍           | Сутјеска                                                                     | командант Никола                               |
| ‍           | Сутјеска (мини ТВ серија)                                                    | командант Никола                               |
| ‍           | Мирко и Славко                                                               | командант                                      |
| ‍           | Смех са телевизије (ТВ емисија)                                              | Бата Живојиновић                               |
| ‍           | Валтер брани Сарајево (мини ТВ серија)                                       | Валтер                                         |
| ‍           | Партизани (мини ТВ серија)                                                   | Брка                                           |
| ‍           | Партизани                                                                    | Брка                                           |
| ‍           | Образ уз образ (ТВ)                                                          | Бата                                           |
| 1974.      | Реквијем за тешкаша (ТВ драма)                                               | Харлан „Брдо” МакКлинток                       |
| ‍           | Потомак (ТВ кратки филм)                                                     |                                                |
| ‍           | Дервиш и смрт                                                                | Муселим                                        |
| ‍           | Кошава                                                                       | Бели                                           |
| ‍           | Црвени удар                                                                  | Ићо                                            |
| ‍           | Наивко                                                                       | Жиле Академац                                  |
| ‍           | Црвена земља                                                                 | пророк                                         |
| 1975.      | Прича о добрим људима                                                        | Петер Кострца                                  |
| ‍           | Сељачка буна 1573.                                                           | Илија Грегорић „Пребег”                        |
| ‍           | Живот је леп (ТВ серија)                                                     | Батко Живић                                    |
| ‍           | Врхови Зеленгоре                                                             | Боро                                           |
| 1976.      | Иди тамо где те не познају (ТВ филм)                                         | Марков отац                                    |
| ‍           | Чувар плаже у зимском периоду                                                | Љубичин отац                                   |
| ‍           | Повратак отписаних                                                           | четнички поручник                              |
| ‍           | Морава ’76 (ТВ серија)                                                       | Уча                                            |
| ‍           | Бештије                                                                      | Булут                                          |
| ‍           | Секвенце и консеквенце (ТВ)                                                  | Бата Живојиновић                               |
| 1977.      | Пас који је волео возове                                                     | каубој Родни Алексић                           |
| ‍           | Љубавни живот Будимира Трајковића                                            | возач ГСП-а Милорад                            |
| ‍           | Луде године                                                                  | доктор Недељковић/Смиљанић                     |
| ‍           | Групни портрет с дамом                                                       | Богаков                                        |
| ‍           | Хајка                                                                        | војвода Јузбашић                               |
| ‍           | Повратак отписаних (ТВ серија)                                               | четнички поручник                              |
| ‍           | Стићи пре свитања                                                            | Обрен                                          |
| ‍           | Трен                                                                         | Арсен                                          |
| 1978.      | Чардак ни на небу ни на земљи (ТВ серија)                                    | Радован Трећи                                  |
| ‍           | Није него                                                                    | професор математике Херцег                     |
| ‍           | Тигар                                                                        | директор боксерског клуба                      |
| ‍           | Седам плус седам (ТВ)                                                        | Бата Живојиновић                               |
| ‍           | Ноћ од паучине (ТВ драма)                                                    | шеф станице                                    |
| ‍           | Радио Вихор зове Анђелију                                                    | Микача                                         |
| ‍           | Ано домини 1573 (мини ТВ серија)                                             | Илија Грегорић — Пребег                        |
| 1979.      | Другарчине                                                                   | Коста                                          |
| ‍           | Партизанска ескадрила                                                        | пилот Вук                                      |
| ‍           | Партизанска ескадрила (мини ТВ серија)                                       | пилот Вук                                      |
| ‍           | Усијање                                                                      | Жандарм                                        |
| 1980-е     |                                                                              |                                                |
| ‍           | Дувански пут (мини ТВ серија)                                                | жандарм                                        |
| ‍           | Трен (мини ТВ серија)                                                        | Арсен                                          |
| ‍           | Позоришна веза                                                               | виши инспектор Милан                           |
| 1980.      | Рад на одређено време                                                        | Милутин Ракочевић                              |
| ‍           | Нешто из живота (ТВ филм)                                                    | Марко Кундаковић                               |
| ‍           | Посебан третман                                                              | директор                                       |
| ‍           | Снови, живот, смрт Филипа Филиповића                                         | газда Станимировић                             |
| ‍           | Снови, живот, смрт Филипа Филиповића (мини ТВ серија)                        | газда Станимировић                             |
| ‍           | Црвени коњ                                                                   | Борис Тушев                                    |
| ‍           | Лаф у срцу                                                                   | доктор                                         |
| ‍           | Ерогена зона                                                                 | Моцин отац Пера „Звер”                         |
| ‍           | Доротеј                                                                      | Дадара                                         |
| 1981.      | Дечко који обећава                                                           | Машин отац                                     |
| ‍           | Сок од шљива                                                                 | Уча                                            |
| ‍           | Лов у мутном                                                                 | Паја Главоња                                   |
| ‍           | Високи напон                                                                 | министар Цукић                                 |
| ‍           | Пад Италије                                                                  | Конте Грго Кустурин                            |
| ‍           | Шеста брзина                                                                 | месар Светолик Трпковић „Пуфта”                |
| ‍           | Приче из радионице (ТВ серија)                                               | месар Светолик Трпковић „Пуфта”                |
| ‍           | Венеријанска раја (краткометражни филм)                                      | директор                                       |
| ‍           | 13. јул                                                                      | Стеванов отац, председник општине              |
| 1982.      | Мој тата на одређено време                                                   | Милутин Ракочевић                              |
| ‍           | Недељни ручак                                                                | доктор Душан Аранђеловић                       |
| ‍           | Прогон                                                                       | домаћин Јоца                                   |
| ‍           | Идемо даље                                                                   | „Шопенхауер”                                   |
| ‍           | Учитељ (ТВ серија)                                                           | „Шопенхауер”                                   |
| ‍           | Какав деда, такав унук                                                       | доктор Недељковић/Смиљанић                     |
| ‍           | Још овај пут                                                                 | Драгослав Подунавац „Џек”                      |
| ‍           | Балкан експрес                                                               | господин Стојчић „Стојко”                      |
| ‍           | Балкан експрес (мини ТВ серија)                                              | господин Стојчић „Стојко”                      |
| ‍           | Хало такси                                                                   | Шугер                                          |
| 1983.      | Црвени коњ (мини ТВ серија)                                                  | Борис Тушев                                    |
| ‍           | Степенице за небо                                                            | комшија                                        |
| ‍           | Игмански марш                                                                | Баџа                                           |
| ‍           | Велики транспорт                                                             | Коста                                          |
| ‍           | Тимочка буна                                                                 | капетан Сибин                                  |
| ‍           | Иди ми, дођи ми                                                              | доктор Недељковић/Смиљанић                     |
| ‍           | Шећерна водица                                                               | мајор Ђурић                                    |
| ‍           | Грозница љубави                                                              | Јордан Цветковић                               |
| ‍           | У раљама живота                                                              | Трокрилни                                      |
| ‍           | Штефица Цвек у раљама живота (мини ТВ серија)                                | Трокрилни                                      |
| ‍           | Опасни траг                                                                  | инспектор Коста Марковић                       |
| ‍           | Пејзажи у магли                                                              | Иванов отац                                    |
| ‍           | Пази шта радиш                                                               | просветни инспектор                            |
| 1984.      | Чудо невиђено                                                                | отац Макарије                                  |
| ‍           | Шта је с тобом, Нина                                                         | Милоје                                         |
| ‍           | Балкански шпијун                                                             | палачинкар                                     |
| ‍           | Крај рата                                                                    | Бајо                                           |
| ‍           | Мала пљачка влака                                                            | Тодор Страшни                                  |
| ‍           | Позориште у кући 5 (ТВ серија)                                               | Ратислав „Рале” Благојевић                     |
| ‍           | Нема проблема                                                                | Бренин менаџер                                 |
| ‍           | Држање за ваздух                                                             | „Буздован”                                     |
| ‍           | Жикина династија                                                             | доктор Недељковић/Смиљанић                     |
| ‍           | У затвору                                                                    | управник                                       |
| ‍           | Брисани простор (ТВ серија)                                                  | Иван Вребац                                    |
| ‍           | Ћао, инспекторе                                                              | милиционер Боки                                |
| 1985.      | Није лако са мушкарцима                                                      | доктор Милош                                   |
| ‍           | И то ће проћи                                                                | капетан Мика                                   |
| ‍           | Ада                                                                          | функционер Младен                              |
| ‍           | Живот је леп                                                                 | човек из власти „Буџа”                         |
| ‍           | Дебели и мршави                                                              | инспектор Аца Попара „Звер”                    |
| ‍           | Шест дана јуна                                                               | пилот                                          |
| ‍           | Брат мој једини (мини ТВ серија)                                             | „Буздован”                                     |
| ‍           | Мис                                                                          | Кокос                                          |
| ‍           | Добровољци                                                                   | ватрогасац                                     |
| ‍           | Мајстор и Шампита                                                            | Јова                                           |
| ‍           | Друга Жикина династија                                                       | доктор Недељковић/Смиљанић                     |
| ‍           | Свечана обавеза (ТВ филм)                                                    | Вукадин Ковиљац                                |
| 1986.      | Глумци глумцима (ТВ)                                                         | Бата Живојиновић                               |
| ‍           | Знак (ТВ серија)                                                             | саобраћајни милиционер                         |
| ‍           | Секула и његове жене                                                         | Чеда                                           |
| ‍           | Развод на одређено време                                                     | Милутин Ракочевић                              |
| ‍           | Освета                                                                       | пекар Миливоје                                 |
| ‍           | Сиви дом (ТВ серија)                                                         | управник                                       |
| ‍           | Посљедњи скретничар узаног колосијека                                        | скретничар Марко Мргуд                         |
| ‍           | Обећана земља                                                                | Маркан, председник сељачке задруге „Напредак”  |
| ‍           | Обећана земља (мини ТВ серија)                                               | Маркан, председник сељачке задруге „Напредак”  |
| ‍           | Сазвежђе белог дуда (ТВ серија)                                              | Шоле Шљапан                                    |
| ‍           | Луталица                                                                     | газда Дача                                     |
| ‍           | Заљубљени                                                                    | Саво                                           |
| 1987.      | Забрањено тући малу децу (ТВ филм)                                           |                                                |
| ‍           | И то се зове срећа (ТВ серија)                                               | Бора                                           |
| ‍           | Октоберфест                                                                  | инспектор Скоблар                              |
| ‍           | Криминалци                                                                   | истражни инспектор                             |
| ‍           | Хајде да се волимо                                                           | командир милиције Милановић                    |
| 1987—1988. | Вук Караџић (ТВ серија)                                                      | Јаков Ненадовић                                |
| ‍           | Бољи живот (ТВ серија)                                                       | Александар Костић „Мацола”                     |
| ‍           | Срце и њена деца (ТВ филм)                                                   | господин Михаило                               |
| ‍           | Тесна кожа 3                                                                 | Сотир Миливојевић                              |
| ‍           | Шпијун на штиклама                                                           | директор банке Ружић                           |
| ‍           | Сулуде године                                                                | доктор Недељковић/Смиљанић                     |
| 1988.      | Тајна манастирске ракије                                                     | директор циркуса Абдула                        |
| ‍           | Једног лепог дана                                                            | господин Михаило                               |
| ‍           | Ванбрачна путовања                                                           | професор Герасим Милетић                       |
| ‍           | Викенд мртваца                                                               | генерални директор                             |
| ‍           | Бој на Косову                                                                | Србин Хамза                                    |
| ‍           | Бој на Косову (мини ТВ серија)                                               | Србин Хамза                                    |
| ‍           | Недељом од девет до пет (ТВ)                                                 | Бата Живојиновић                               |
| ‍           | Вампири су међу нама                                                         | милиционер Боки                                |
| ‍           | Атоски вртови — преображење                                                  | комесар                                        |
| 1989.      | Како је пропао рокенрол                                                      | Крста Клатић Клаја                             |
| ‍           | Рат и сећање (мини ТВ серија од 8 епизода)                                   | вођа јеврејских партизана                      |
| ‍           | Другарица министарка (ТВ серија)                                             | Љуба Јокић                                     |
| ‍           | Хајде да се волимо још једном                                                | доктор                                         |
| ‍           | Забрањено тући малу децу (ТВ драма)                                          | саобраћајац                                    |
| ‍           | Балкан експрес 2                                                             | Господин Стојчић „Стојко”                      |
| ‍           | Балкан експрес 2 (ТВ серија)                                                 | Господин Стојчић „Стојко”                      |
| 1990-е     |                                                                              |                                                |
| ‍           | Викенд лешева (ТВ серија)                                                    | генерални директор                             |
| 1990.      | Откуп у крви                                                                 |                                                |
| ‍           | Неуништиви (ТВ серија)                                                       | Булиџа                                         |
| ‍           | Секс — партијски непријатељ бр. 1                                            | Циганин Секула                                 |
| ‍           | Оригинал фалсификата                                                         | Старији Стојан Вујић                           |
| ‍           | Празник у Сарајеву                                                           | инспектор Фелини                               |
| ‍           | Брачна путовања                                                              | професор Герасим Милетић                       |
| 1991.      | Бољи живот 2 (ТВ серија)                                                     | Александар Костић Мацола                       |
| ‍           | У име закона (ТВ серија)                                                     | Живко Живуловић                                |
| ‍           | Свемирци су криви за све                                                     | милиционер Боки                                |
| ‍           | Холивуд или пропаст (ТВ филм)                                                | продуцент                                      |
| ‍           | Секула се опет жени                                                          | Чеда                                           |
| ‍           | Секула невино оптужен                                                        | Чеда                                           |
| 1992.      | Проклета је Америка                                                          | камионџија Радован                             |
| ‍           | Дама која убија                                                              | милиционер Боки                                |
| ‍           | Велика фрка                                                                  | Сима                                           |
| 1993.      | Пун месец над Београдом                                                      | Алексин отац                                   |
| ‍           | Три карте за Холивуд                                                         | информбировац Мргуд                            |
| 1993—1994. | Срећни људи (ТВ серија)                                                      | Аранђел Голубовић                              |
| ‍           | Голи живот (ТВ серија)                                                       | Петар                                          |
| 1994.      | Слатко од снова                                                              | Бакс                                           |
| ‍           | Тројка (ТВ филм)                                                             | таксиста                                       |
| ‍           | Свадбени марш (ТВ филм)                                                      | пуковник Сава Митровић                         |
| 1995.      | Трећа срећа                                                                  | ујка Живота                                    |
| ‍           | Крај династије Обреновић (ТВ серија)                                         | Алекса Новаковић                               |
| ‍           | Тамна је ноћ                                                                 | Џорџ Костајац, командант Српске државне страже |
| 1995—1996. | Срећни људи 2 (ТВ серија)                                                    | Аранђел Голубовић                              |
| ‍           | Срећни људи: Новогодишњи специјал (ТВ филм)                                  | Аранђел Голубовић                              |
| 1996.      | Довиђења у Чикагу                                                            | Боки                                           |
| ‍           | Лепа села лепо горе                                                          | капетан Гвозден                                |
| 1997.      | Птице које не полете                                                         | деда Лугар Здравко                             |
| ‍           | Балканска правила                                                            | шеф Слободан                                   |
| ‍           | Купи ми Елиота                                                               | Адам „Табакера”                                |
| ‍           | Код луде птице (ТВ серија)                                                   | расветљивач                                    |
| 1998.      | Лајање на звезде                                                             | професор Божовић                               |
| ‍           | Ране                                                                         | војник на тенку                                |
| ‍           | Буре барута                                                                  | возач аутобуса                                 |
| ‍           | Рањена земља                                                                 | Алексић                                        |
| 1999.      | Породично благо (ТВ серија)                                                  | мајстор Крека                                  |
| ‍           | Нож                                                                          | Прота Нићифор Југовић                          |
| ‍           | Бело одело                                                                   | господин у возу                                |
| 2000-е     |                                                                              |                                                |
| ‍           | Сенке успомена                                                               | Љуба Радовановић                               |
| 2000.      | Сенке успомена (мини ТВ серија)                                              | Љуба Радовановић                               |
| ‍           | Кратки филм о Бати (документарни филм)                                       | Бата Живојиновић                               |
| ‍           | Рат уживо                                                                    | Велибор Татулић Татула                         |
| 2001.      | Сељаци                                                                       | Јеремија                                       |
| ‍           | Све је за људе                                                               | Јеремија                                       |
| 2002.      | Амир                                                                         | Амиров отац                                    |
| ‍           | Мртав ’ладан                                                                 | Станислав                                      |
| ‍           | Кошаркаши (ТВ серија)                                                        | чика Пера                                      |
| 2005.      | Ивкова слава                                                                 | господин Мирко                                 |
| ‍           |                                                                              | ђед                                            |
| 2006.      | Друго стање (ТВ серија)                                                      | тата Душан                                     |
| 2006—2009. | Сељаци (ТВ серија)                                                           | Јеремија                                       |
| 2007.      | Принц од папира                                                              | опасни чича                                    |
| ‍           | Миле против транзиције (ТВ серија) (епизода: Бели Шенген или Миле чека визу) | Бата Живојиновић                               |
| 2009.      | Мој рођак са села (ТВ серија)                                                | Чика Ђоле                                      |
| ‍           | Умри мушки (документарна ТВ серија)                                          | Бата Живојиновић                               |
| 2010-е     |                                                                              |                                                |
| 2010.      | Шесто чуло (ТВ серија)                                                       | Маузер                                         |
| ‍           | Синема комунисто (документарни филм)                                         | Бата Живојиновић                               |
| 2011.      | Сестре (ТВ филм)                                                             | деда Раде                                      |
| ‍           | Непобедиво срце (ТВ серија)                                                  | лекар                                          |
| 2012.      | Валтер (документарни филм)                                                   | Бата Живојиновић                               |
| ‍           | Лед                                                                          | деда Животије                                  |
| 2013.      | Друг Црни у Народноослободилачкој борби                                      | Владимир Перић Валтер                          |

## Галерија
- У Скупштини Србије
- У Скупштини, са Палом Шандором
- У Медија центру
- У Медија центру, крупни план